# SIGINT

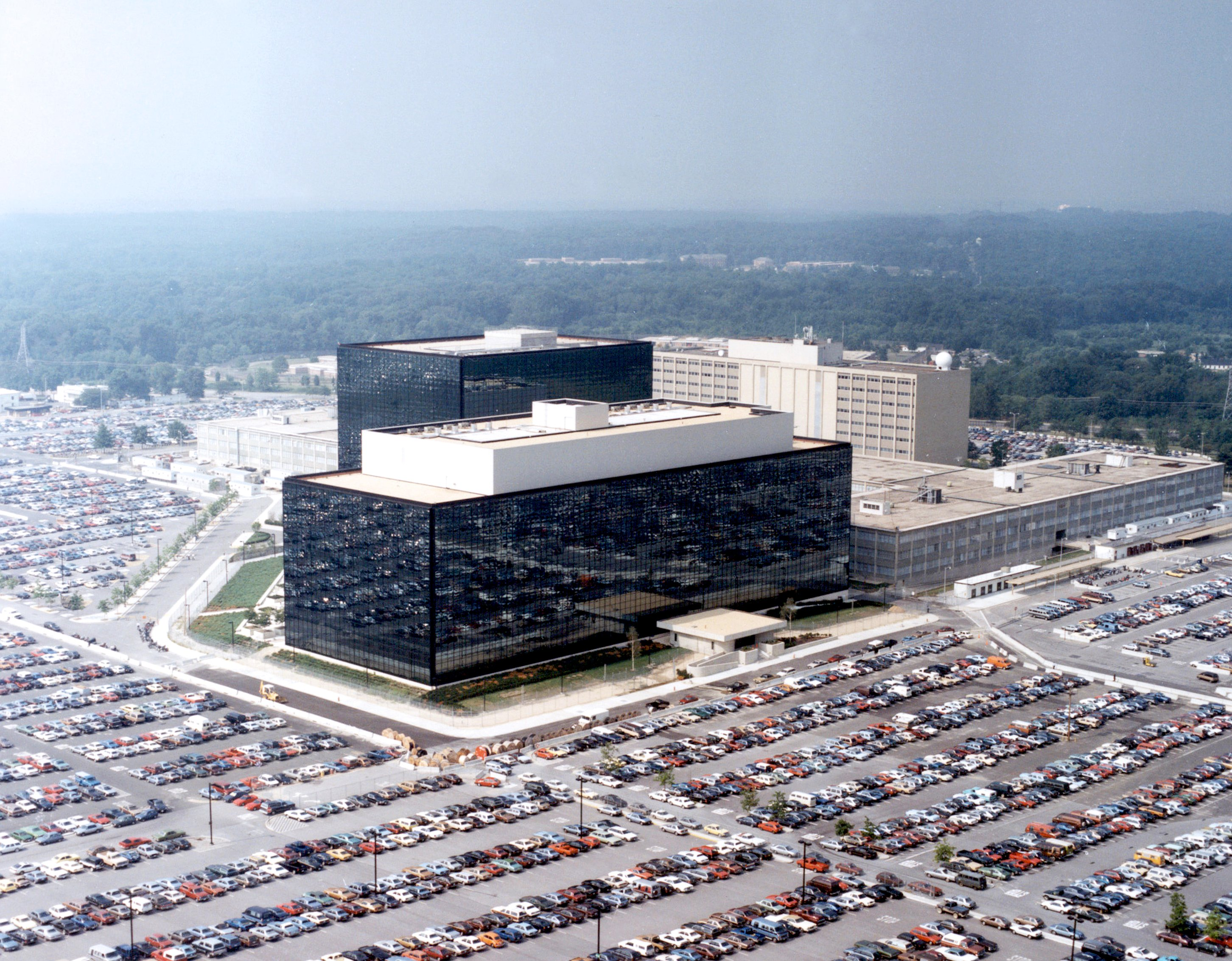
A fő amerikai SIGINT szervezet, az NSA központja

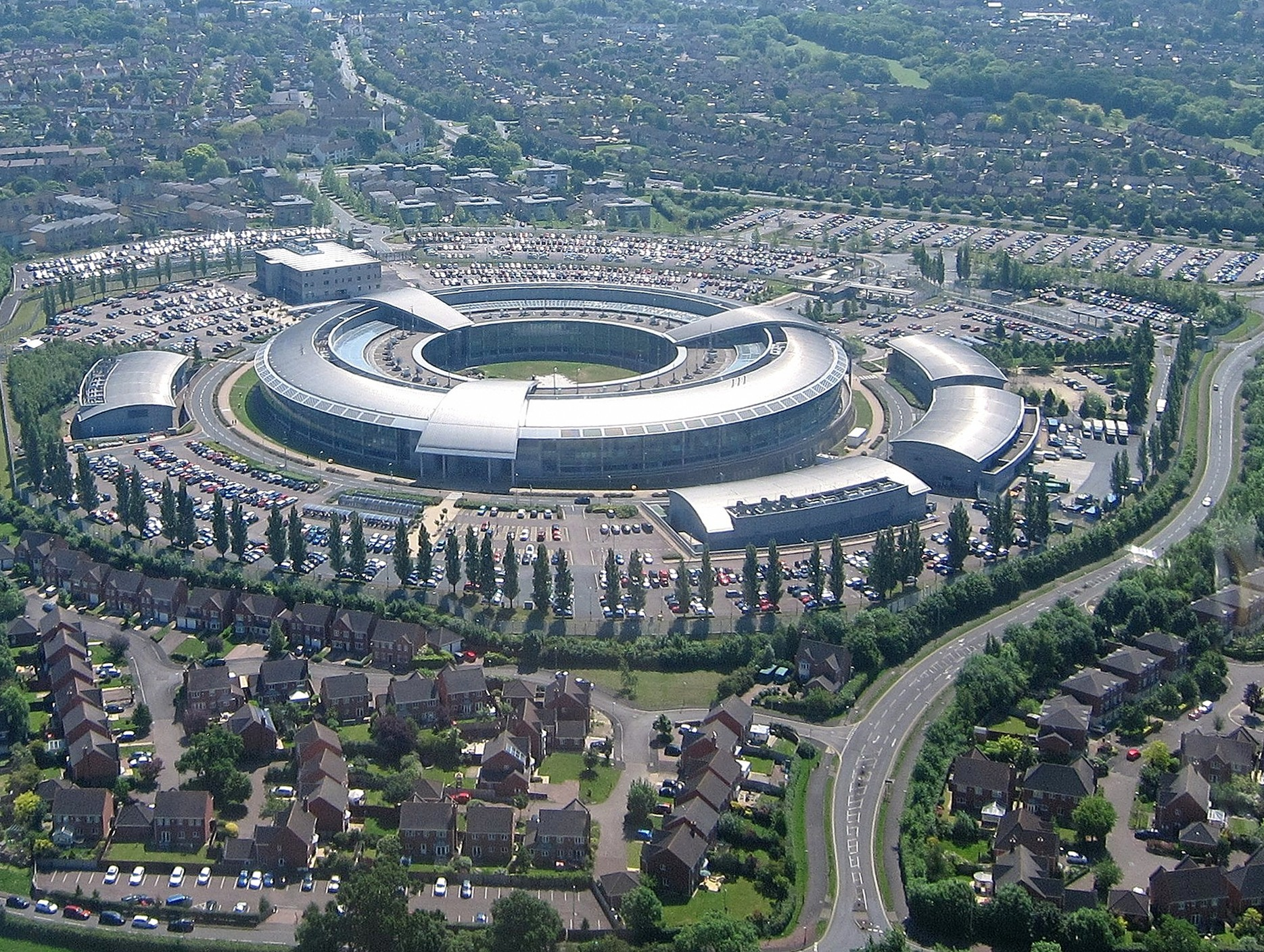
A brit SIGINT központ

A SIGINT – signals intelligence – jelhírszerzés, amerikai katonai rövidítés a rádiós és rádióelektronikai hírszerzésre. A katonai felderítés ezen fajtája az ellenséges rádióforgalmazás (radar, távközlés, telemetria, IT) elfogása és elemzése alapján jut értékelhető katonai és polgári hírszerzési adatokhoz.

## SIGINT
A SIGINT több alágazatból tevődik össze:

### COMINT
A COMINT (COMmunications INTelligence, távközlési hírszerzés) a kommunikációhoz kötődő adatszerzés összes válfaját lefedi, magába foglalja a hagyományos rádiófelderítést, a telefonlehallgatást, a számítógépeken át folytatott üzenetváltások tartalmának megszerzését egyaránt. A SIGINT és a COMINT kifejezéseket néha, helytelenül, egymás szinonimájaként is használják.

### ELINT
Az ELINT (ELectronic INTelligence, elektronikus hírszerzés) a nem távközlési jellegű elektromágneses jelek elfogásával és elemzésével foglalkozik. Az információkat elektronikai szenzorok segítségével gyűjtik be. A befogott jel paramétereinek azonosításával megállapítható az adás jellege, és vagy egy már létező típusú adáshoz rendelhető hozzá, vagy pedig új fajta adásként kerül be a katalógusba. Az ELINT adatok általában az ellenség védelmi rendszerével kapcsolatosak, különös tekintettel az olyan elektronikai rendszerekre, mint például a rádiólokátor, a légvédelmi rendszerek, repülőgépek. ELINT tevékenységet lehet az ellenséges terület közelébe telepített földi központokról, a partvidék melletti hajókról, az ellenséges légtérben vagy annak közelében tartózkodó repülőgépekről, vagy műholdakról végezni. A Korean Air 007-es járatának lelövésére azért került sor, mert az útirányától 400 kilométerre eltért, szovjet stratégiai bázisok közelébe repülő gépet amerikai ELINT felderítő gépnek tartották. 
Ez a fajta hírszerzés foglalkozik az ellenség rakétarendszerei által kibocsátott telemetriai adatok gyűjtésével a radarok beazonosításával is. Ezt a fajta adatforgalmazást is általában rejtjelzéssel védik. A hidegháború utáni enyhülés idején folytatott szovjet-amerikai leszerelési tárgyalások során téma volt az is, hogy a két fél mondjon le ezen adatok rejtjelezéséről annak érdekében, hogy a szemben álló fél a rakétakísérletek során ellenőrizhesse a rakétakorlátozási megállapodások betartását.

### FISINT
A FISINT (Foreign Instrumentation Signals Intelligence, gépi rádióforgalmazással kapcsolatos hírszerzés) főleg az újonnan kifejlesztett fegyverrendszerek és űrjárművek működési paramétereinek felderítésévei foglalkozik.

## Története
Az ellenfél kommunikációjának felderítése a hírszerzésnek a kezdetektől fogva fontos része. Az első fennmaradt hírszerző jelentés i. e. 2000 körül keletkezett, egy agyagtábla az ókori Mári mezopotámiai városból, ami már az ellenfél tűzjelzéseiről szólt.
A SIGINT katonai (és bizonyos szempontból diplomáciai) jelentősége a hadseregek gépesítésével, a villámháborús taktikák kifejlődésével, a tengeralattjárók elterjedésével és a használható rádiós távközlés megjelenésével lett számottevő. Mivel például az első világháború elején az oroszok nem védték le megfelelő módon a kommunikációs csatornáikat, a csapatmozgásaikról a németek tudomást szereztek és az 1914-es tannenbergi csatában Ludendorff és Hindenburg vezetésével a németek a teljes második orosz hadsereget megsemmisítették. Ugyanígy járult hozzá a Zimmermann-távirat elfogása és dekódolása ahhoz, hogy Amerika belépjen az első világháborúba.
Ellenpéldaként pedig meg lehet említeni, hogy a brit flotta parancsnokai nem vették komolyan az elfogott rádiójelentéseket, és így a jütlandi csata során nem voltak képesek kihasználni egy olyan lehetőséget, amely lényegesen nagyobb veszteségeket okozott volna az ellenségnek.
A SIGINT-nek a második világháborúban is fontos szerep jutott. A háború elején az Admiralitás figyelmen kívül hagyta a SIGINT információit, és ez hozzájárult a HMS Glorious repülőgép-hordozó 1940-es elsüllyesztéséhez. A szövetségesek sikeresen fogták el és dekódolták a német Enigma és a japán Purple Magic rádióforgalmazást, amely által jelentős katonai előnyhöz jutottak. A második világháború alatt a brit kódfejtők a kriptográfiai áttörései miatt elhíresült Bletchley Parkban dolgoztak. Az elfogott japán kommunikációknak köszönhetően Chester Nimitz admirális a midwayi csatában sikeresen csalta csapdába a japán flottát, fél évvel a Pearl Harbor-i vereség után.
Mivel a bizalmas információkat gyakran titkosítják is, a SIGINT által szerzett adatok gyakran kerülnek kriptográfiai elemzésre is. Azonban a kód feltörése nélkül is lehet gyakran nagyon hasznos információkhoz jutni, csupán azt kell megfigyelni, hogy ki kivel és mennyi rádióforgalmazást bonyolít le.

### Jelentősebb, ismertté vált SIGINT tevékenységek
- Ultra (és részeként az Enigma ügye) – második világháború
- Magic – második világháború
- Purple – második világháború
- VENONA program – 1950-es évek
- ECHELON – jelenleg is folyamatban van
- Frenchelon – jelenleg is folyamatban van
- Room 641A – jelenleg is folyamatban van
- NSA hívási adatbázisa – jelenleg is folyamatban van